# بيلار لوب
بيلار لوب (من مواليد 3 أغسطس 1973) قاضية وسياسية إسبانية تشغل منصب وزير العدل في إسبانيا وحكم المنصب كاتب العدل الأول في المملكة منذ عام 2021. وشغلت سابقًا منصب الرئيس الحادي والستين لمجلس الشيوخ في إسبانيا. لقد كانت عضوة في مجلس الشيوخ الإسباني عينتها جمعية مدريد، وهي جمعية شاركت فيها منذ يونيو 2019. في السابق كانت عضوًا في جمعية مدريد من 2015 إلى 2018 ومندوبة الحكومة المعنية بالعنف الجنساني لحكومة إسبانيا من 2018 إلى 2019.

## النشأة
ولدت في 3 أغسطس 1973 في مدريد لأسرة متواضعة، كان والدها سائق سيارة أجرة ووالدتها مصففة شعر، تخرجت في القانون في جامعة كومبلوتنس بمدريد. كما أتقنت الترجمة القضائية في جامعة أليكانتي.

## الحياة المهنية
دخلت لوب السلك القضائي في 1999 وأصبح قاضيًا في 2004.
شاركت لوب في قائمة حزب العمال الاشتراكي الإسباني للانتخابات الإقليمية لعام 2015 بقيادة أنجيل جابيلوندو وأصبحت عضوًا في الدورة العاشرة للهيئة التشريعية الإقليمية. قامت بإضفاء الطابع الرسمي على التنازل عن مقعدها في جمعية مدريد في 13 يوليو 2018، حيث تم تعيينها من قبل مجلس الوزراء برئاسة بيدرو سانشيز كمندوبة حكومية جديدة معنية بالعنف ضد المرأة. أدت اليمين الدستورية في 24 يوليو 2018.
خلال فترة وجودها في المنصب قادت لوب الجهود المبذولة لإصلاح قانون الإعسار الإسباني لتبسيط إجراءات الإفلاس وتلبية شرط رئيسي تم الاتفاق عليه مع المفوضية الأوروبية للحصول على أموال استرداد الاتحاد الأوروبي.